# Campeonato de Ecuador de Ciclismo Contrarreloj
El Campeonato de Ecuador de Ciclismo Contrarreloj es una competencia anual organizada por la Federación Ecuatoriana de Ciclismo que otorga el título de Campeón de Ecuador en la modalidad de Contrarreloj. El ganador o ganadora tiene derecho a vestir, durante un año, el maillot con los colores de la bandera de Ecuador en las pruebas de Ciclismo Contrarreloj por todo el mundo.

## Palmarés masculino

### Elite
| Año  | Oro                   | Plata                            | Bronce            |
| 2007 | Segundo Navarrete     | Juan Carlos Montenegro Benavides | Héctor Chiles     |
| 2009 | Segundo Navarrete     | José Ragonessi                   | Luis Villareal    |
| 2010 | Segundo Navarrete     | José Ragonessi                   | Diego Espinoza    |
| 2011 | José Ragonessi        | Segundo Navarrete                | Cristian Garcia   |
| 2014 | José Ragonessi        | Byron Guamá                      | Segundo Navarrete |
| 2015 | Jonathan Caicedo      | Segundo Navarrete                | Jhonny Caicedo    |
| 2016 | Segundo Navarrete     | Jonathan Caicedo                 | Cléber Cuasquer   |
| 2017 | Jorge Luis Montenegro | Klever Cuasquer                  | Rommel Casa       |
| 2018 | Jefferson Cepeda      | Jorge Luis Montenegro            | Klever Cuasquer   |
| 2019 | Jonathan Caicedo      | Segundo Navarrete                | Alexander Cepeda  |
| 2020 | No organizado         | No organizado                    | No organizado     |
| 2021 | Jorge Luis Montenegro | Segundo Navarrete                | Leonidas Novoa    |
| 2022 | Richard Carapaz       | Jorge Luis Montenegro            | Alexis Quintero   |
| 2023 | Jonathan Caicedo      | Jefferson Cepeda                 | Alexander Cepeda  |
| 2024 | Richard Carapaz       | Jefferson Cepeda                 | Jonathan Caicedo  |
| 2025 | Jefferson Cepeda      | Alexis Quintero                  | David Caicedo     |

### Sub-23
| Año  | Oro                | Plata              | Bronce              |
| 2009 | Roberto Quistial   | Reinaldo Jiménez   | Joel Burbano        |
| 2010 | Luis García Medina | Carlos Quishpe     | Reinaldo Jiménez    |
| 2011 | Cléber Cuasquer    | Joel Burbano       | José Luis Ibarra    |
| 2017 | Jefferson Cepeda   | Alexander Cepeda   | Emerson Colcha      |
| 2018 | Alexander Cepeda   | Esteban Villareal  | Joel Fuertes        |
| 2019 | Lenín Montenegro   | Benjamín Quinteros | Santiago Montenegro |
| 2020 | No organizado      | No organizado      | No organizado       |
| 2021 | Nixon Rosero       | Harold López       | Bryan Obando        |
| 2022 | Lenín Montenegro   | David Caicedo      | Jordan Rodríguez    |

## Palmarés femenino
| Año  | Ganador             | Segundo         | Tercero          |
| ---- | ------------------- | --------------- | ---------------- |
| 2009 | María Parra         | Paola Bonilla   |                  |
| 2010 | María Parra         | Daniela Flores  | Ericka Hernández |
| 2011 | María Parra         | Paola Gamboa    | Daira Chavez     |
| 2014 | Jazmin Taborda      | Cristina Iza    |                  |
| 2015 | Miryam Núñez        | Nikole Narváez  | Cristina Iza     |
| 2016 | Ana Suárez Gonzalez | Nikole Narváez  |                  |
| 2017 | Samia Flores        |                 |                  |
| 2018 | Nikole Narváez      | Esther Galarza  | Leslye Ojeda     |
| 2019 | Miryam Núñez        | Esther Galarza  | Fernanda Endara  |
| 2020 |                     |                 |                  |
| 2021 | Miryam Núñez        | Anai Ortega     | Nikole Narváez   |
| 2022 | Paula Jara          | Esther Galarza  | Mikela Molina    |
| 2023 | Miryam Núñez        | Ana Vivar       | Esther Galarza   |
| 2024 | Miryam Núñez        | Natalia Vasquez | Esther Galarza   |